# Мат (кратер)
Кратер Мата (англ. Craters Math) — метеоритний кратер на Європі, супутнику Юпітера.

## Характеристики
Утворився на місці падіння на поверхню супутника Європа космічного метеорита, якого притягнув у свою орбіту масивний Юпітер. Внаслідок чого сформувався ударний кратер з діаметром 10,8 кілометра. Центр кратера розташовано за координатами 25.6° пд. ш., та 176.3° сх. д.
Вперше про льодовий кратер довідалися у 2000 році, після дослідження поверхні супутника телескопами з Землі. Названий на ім'я Мата, персонажа валлійської міфолофії, короля Гвінеди, пізніше ще й бога багатства в ірландській міфології.

## Ланки
- Картка об'єкту [Архівовано 11 серпня 2018 у Wayback Machine.](англ.)